# Boston Island (South Australia)
Boston Island (in der Sprache der Aborigines Kerrillyilla oder Kurilyelli) ist eine Insel im Spencer-Golf östlich der Eyre-Halbinsel im australischen Bundesstaat South Australia. Die Insel befindet sich in der Boston Bay weniger als vier Kilometer östlich von Port Lincoln, zwischen Point Boston im Norden und dem Lincoln-Nationalpark im Süden. Der heute übliche Name der Insel geht auf die Benennung durch Matthew Flinders am 25. Februar 1802 nach der Stadt Boston in Lincolnshire zurück, obwohl Nicolas Baudin sie auf seiner Expedition La Grange nannte.

## Geographie
Die höchste Erhebung stellt der Boston Hill mit fast 98 Metern Höhe dar. Der nördlichste Punkt der Insel wird als Point Maria bezeichnet. Südöstlich davon befindet sich die Bucht Squeaky Beach. Im Osten findet sich Richtung Süden die Cemetery Beach. Der südlichste Punkt der Insel ist Point Fanny im Südwesten, der östlichste ist Hayden Point im Südosten der Insel. Nördlich von Hayden Point befindet sich die Bucht Picnic Beach. Hayden Point weist mit 2,5 Kilometern Entfernung zu Cape Colbert an der Nordspitze des Lincoln-Nationalparks die niedrigste Distanz zum Festland auf.
Über den Namen der im Süden der Insel zwischen Point Fanny und Hayden Point gelegenen Bucht gab es 2010 einen Streit. Einige Einwohner von Port Lincoln, darunter der örtliche Bürgermeister und Besitzer der Insel Peter Davis, drängten darauf, den bereits seit längerem gebräuchlichen Namen Rotten Bay (zu Deutsch: Verfaulte Bucht) durch einen ihrer Meinung nach besser klingenden Namen zu ersetzen. Stattdessen wurde der Name Rotten Bay sogar offiziell anerkannt.

## Flora und Fauna
Matthew Flinders beschrieb die Insel bei seiner Expedition im Jahr 1802 als bewaldet. Die genannten Wälder sind mittlerweile auf kleine Teilstücke reduziert, die von Gras- und Weideland umgeben sind.
Heute finden sich verschiedene Vogelarten wie Papageien, Ruß-Austernfischer, Haussperlinge und der Gemeine Star auf der Insel. Außerdem wurde ein Paar seltener Kappenregenpfeifer gesichtet, und an der Ostküste der Insel soll eine Population von Australenten zuhause sein. Im Jahr 2017 wurde ein Windrad auf der Insel als Horst für Fischadler umgebaut.
Tammar-Wallabys wurden von der Känguru-Insel eingeführt und sind mittlerweile so zahlreich, dass von den Bewohnern Bereiche zur Wiederaufforstung abgezäunt werden müssen. Laut dem australischen Department of the Environment wurden in der Vergangenheit außerdem Hausziegen und Schweine auf Boston Island gehalten. Bis heute werden wie auf vielen Inseln im Spencer-Golf Hausschafe gehalten. Zudem sind Hausmäuse auf der Insel vorhanden.

## Geschichte

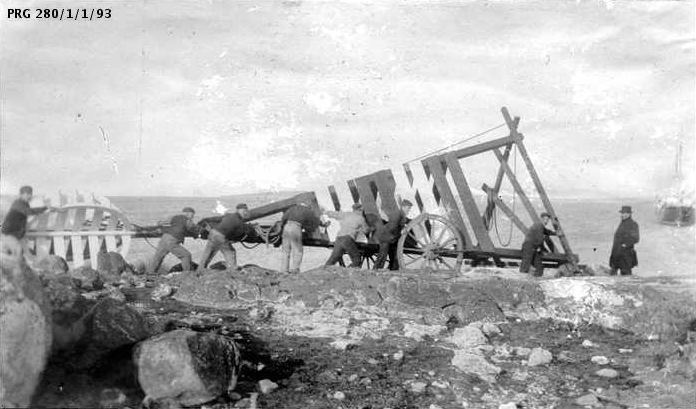
Personen transportieren am 25. August 1905 einen Signalturm nach Point Fanny.

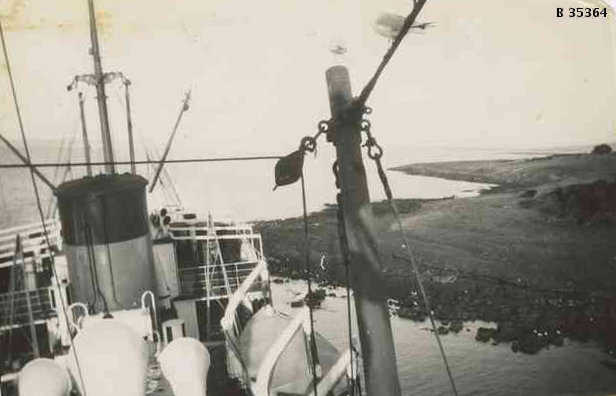
Auf Grund gelaufenes Motorschiff Minnipa.

Aufgrund von archäologischen Funden geht der Archäologe Ronald Lampert davon aus, dass die Insel nach ihrer Abtrennung vom australischen Kontinent vor etwas weniger als 8000 Jahren von australischen Ureinwohnern besucht wurde, was aufgrund der geringen Distanz zum Festland glaubhaft erscheint.
Im Jahr 1841 wurden Versuche unternommen, größere Ansiedlungen anzuziehen, was aber scheiterte. Erst vier Jahre später ließ sich der Kapitän John Bishop, welcher andere Siedler auf dem Schiff Dorset nach Port Lincoln gebracht hatte, auf der Insel nieder. Angehörige der Familie Bishop besaßen 114 Jahre lang Teile der Insel, und noch heute ist ein Steinhaus auf der Insel vorhanden, welches auf diese erste Besiedlung der Neuzeit zurückgeht.
In den frühen 1850er Jahren wurde von Erzdiakon Hale auf Boston Island eine Missionsstation für die indigene Bevölkerung eingerichtet, welche allerdings später auf das Festland nach Poonindie in der Nähe von Port Lincoln verlegt wurde, da der begrenzte Raum, den die Insel bot, nicht für den Lebensstil der Aborigines geeignet war.
Das Motorschiff Minnipa der Adelaide Steamship Company lief 1928 im Südosten der Insel, nahe Hayden Point, bei dichtem Nebel auf Grund. Die 160 Passagiere wurden mit Booten zum Festland gebracht.
M. K. Bishop verkaufte die Insel schließlich 1950 an Ralph Hogan. Boston Island wurde zu dieser Zeit als frei von Kaninchen und Füchsen bezeichnet, und es wurde auf die Schafhaltung auf der Insel hingewiesen.
Vier Jahre später, am 9. September 1954, wurde die Insel auf einer Auktion in Port Lincoln an H. P. Davis versteigert. Die Auktion wurde vor 500 anwesenden Personen abgehalten, was zu dieser Zeit die größte Menschenansammlung bei einer Landversteigerung auf der Eyre-Halbinsel dargestellt haben soll. Noch 2008 befand sich die Insel im Besitz eines Mitglieds der Familie Davis. Der Besitzer Peter Davis war damals Mayor von Port Lincoln City.

## Wirtschaft
Die Insel wird bis heute hauptsächlich landwirtschaftlich genutzt, vor allem zur Schafzucht. Touristen werden von Port Island aus in privaten und kommerziell genutzten Schiffen zur Insel gebracht.
Im Jahr 2008 schlug Peter Davis, dessen Familie bereits seit 150 Jahren landwirtschaftliche Flächen auf Boston Island besaß, einen Entwicklungsplan vor, um die Insel zu einem Tourismusziel nach dem Vorbild von Magnetic Island auszubauen. Er nannte dafür eine Investitionssumme von einer Milliarde Australischer Dollar. Obwohl die Reaktionen auf das Vorhaben eher verhalten ausfielen, wurde die Insel zu diesem Zweck ein Jahr später als Touristenziel ausgewiesen.

## Angeblicher Minenfund
2014 wurde ein paar hundert Meter östlich von Boston Island in 20 Metern Tiefe angeblich eine Seemine gefunden. Die Bevölkerung wurde von der Polizei gewarnt, sich von der Insel fernzuhalten. Spezialisten der australischen Navy konnten am 10. September 2014 allerdings kein derartiges Objekt finden.